# 唐纳德·希尔
唐纳德·劉易斯·希尔（英語：Donald Lewis Shell，1924年3月1日—2015年11月2日），美国计算机科学家。1959年从辛辛纳提大学获得数学博士学位，同年7月他在ACM通讯上发表了希尔排序算法。